# كنيفشيلودن
كنيفشيلودن (بالنرويجية: Knivskjellodden أو Knivskjelodden) هي شبه جزيرة تقع في شمال جزيرة ماجيراوي في أقصى شمال النرويج.

## صور

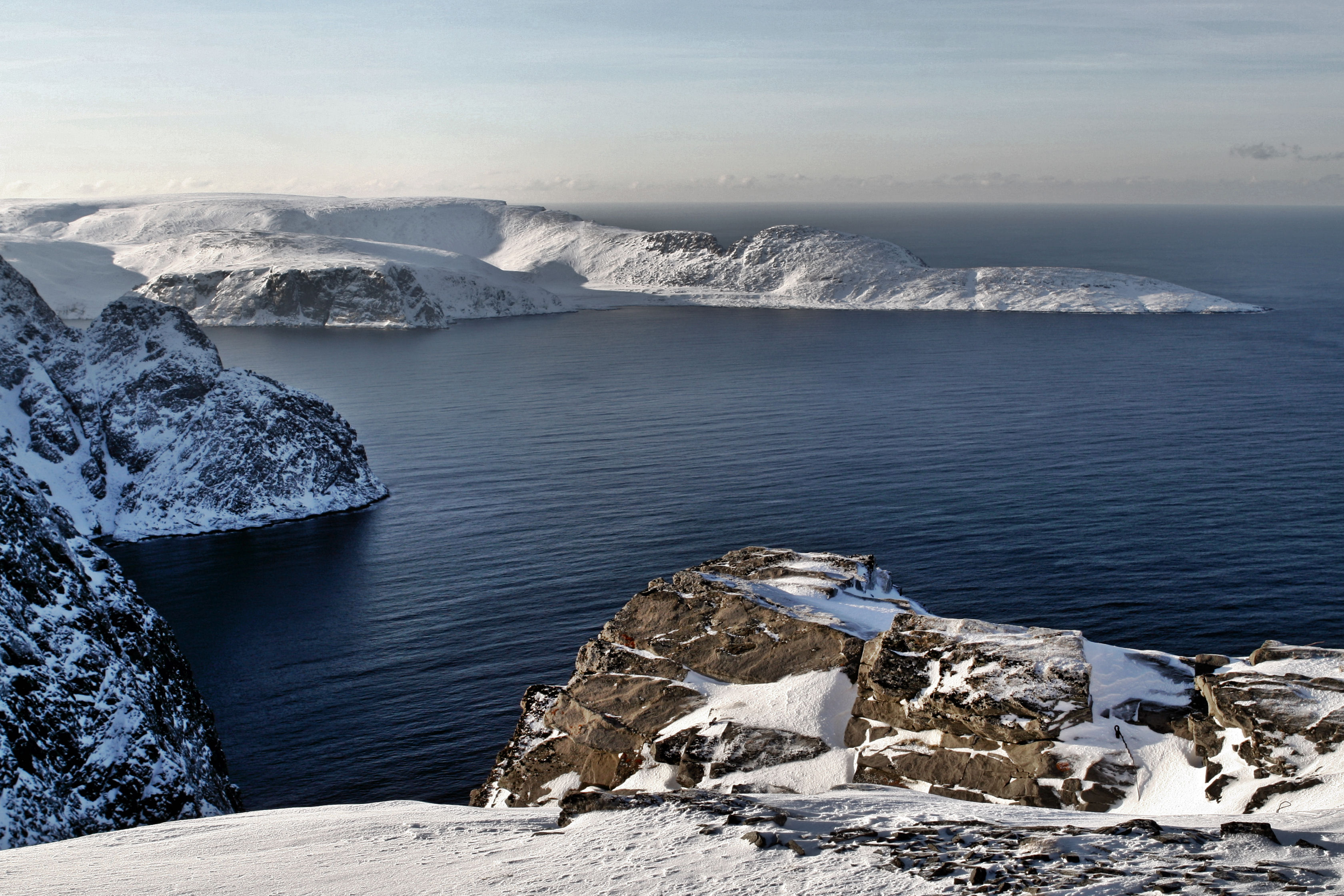
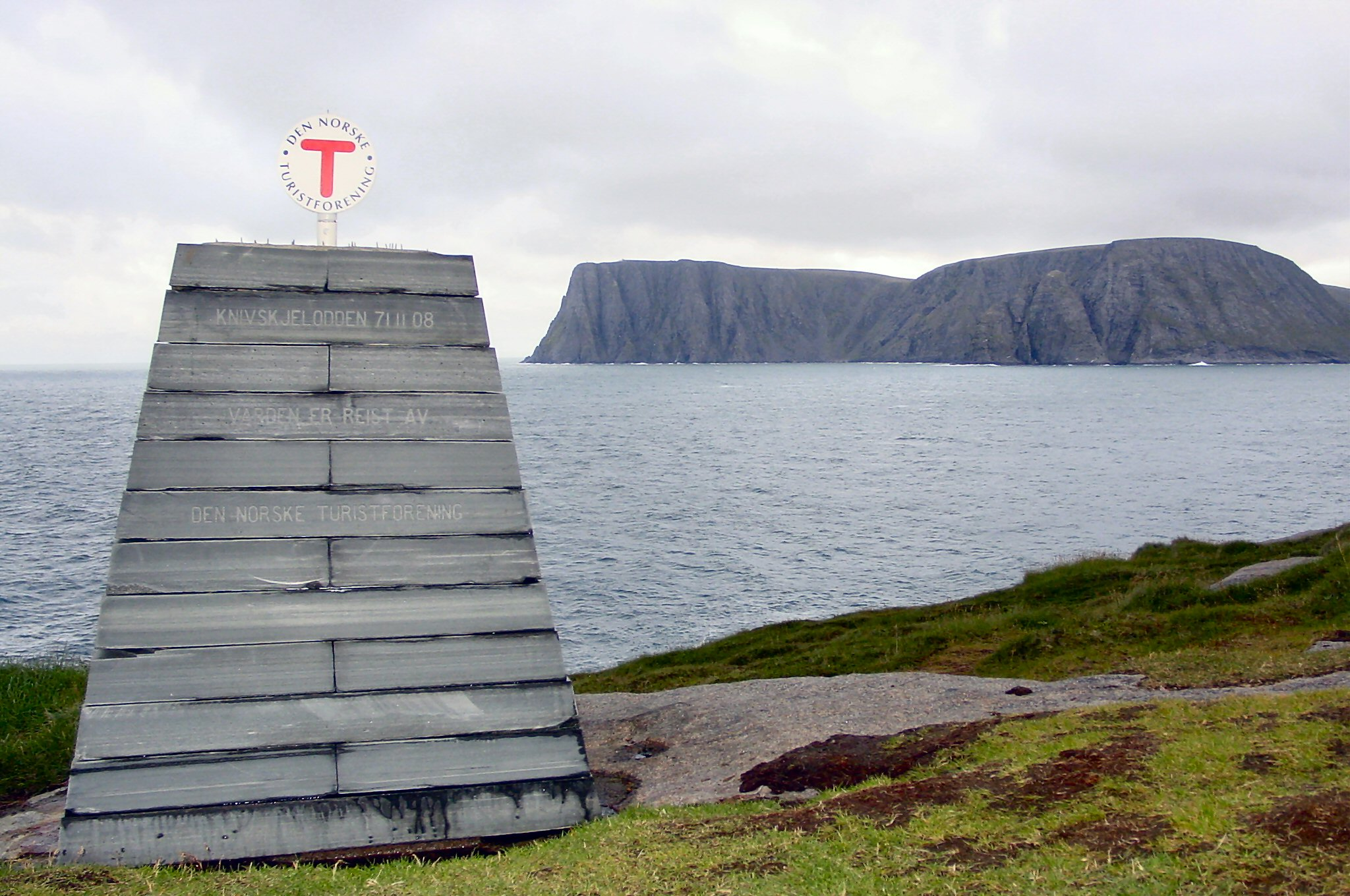
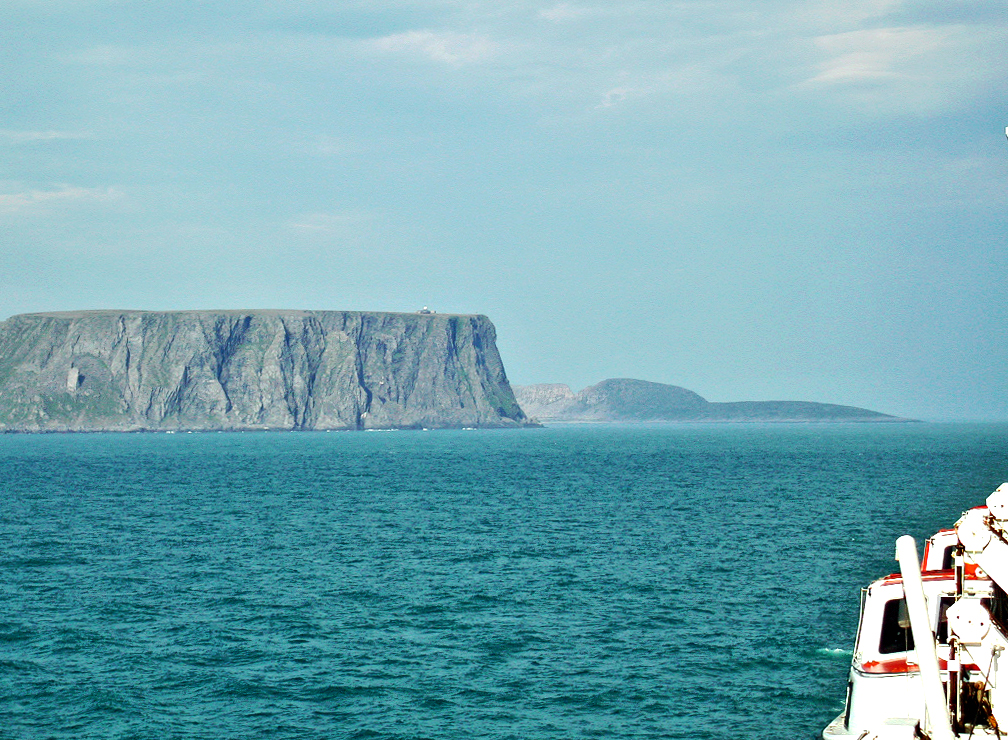

## وصلات خارجية
- موسوعة النرويج (باللغة النرويجية)
- رابطة الرحلات النرويجية (DNT) (باللغة الإنجليزية)